# حکایت زمستان

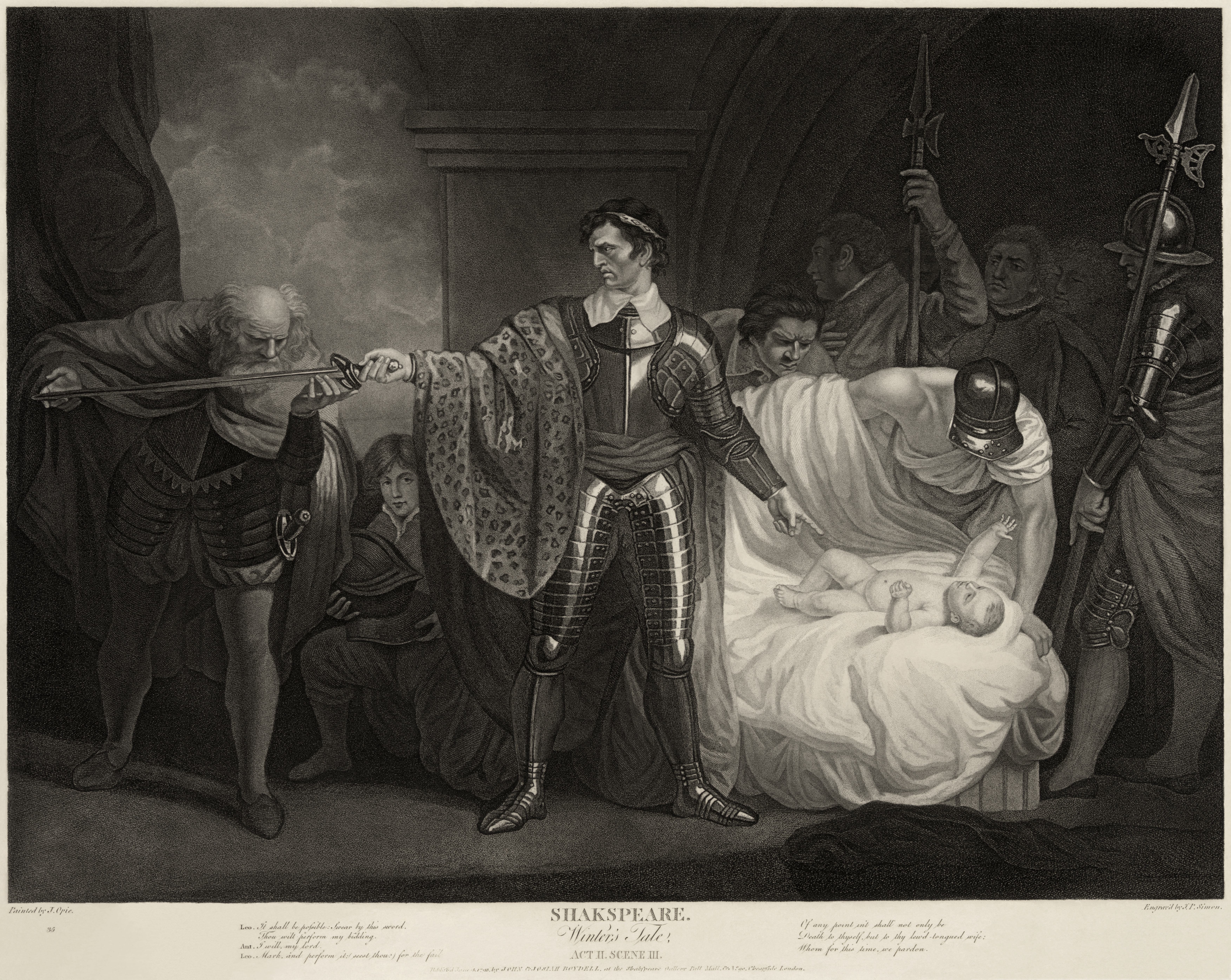
نقاشی صحنهٔ سوم از پردهٔ دوم حکایت زمستان اثر جان اوپیه (۱۷۹۳). آنتیگونوس درحال ادای سوگند وفاداری به لئونتس؛ در تلاش برای نجات جان دختر لئونتس.

حکایت زمستان (به انگلیسی: The Winter's Tale) نمایشنامه‌ای کمدی اثر ویلیام شکسپیر است که در حدود سال‌های ۱۶۱۱–۱۶۱۰ نوشته شده است.

## مآخذ نمایشنامه
مآخذ اصلی این نمایشنامه حکایت عاشقانه و روستایی پیروزی زمان اثر رابرت گرین (۱۵۸۸، چاپ دوم ۱۶۰۷) نویسنده هم‌عصر شکسپیر است؛ اما تغییرات بسیاری در داستان او انجام شده است. از جمله این تغییرات می‌توان به: زنده نگه داشته شدن ملکه مظلوم، حذف یک خواسته ناشایست شاه و خودکشی نکردن شاه در انتهای داستان نام برد. زنده شدن مجسمه ملکه ممکن است از افسانه‌های پیگمالیون یا آلستیس یونان باستان، استخراج شده باشد.

## شخصیت‌های نمایشنامه
لئونتس (Leontes): پادشاه سیسیل

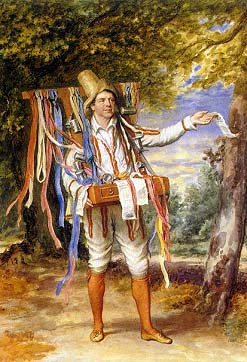
جان فاوست در نقش اتولیکوس (۱۸۲۸) نوشته توماس چارلز ویگمن

مامیلیوس (Mamillius): شاهزادهٔ جوان سیسیل
کامیلو (Camillo): نجیب‌زاده سیسیل
آنتیگونوس (Antigonus): نجیب‌زاده سیسیل
کلئومنتس (Cleomenes): نجیب‌زاده سیسیل
دیون (Dion): نجیب‌زاده سیسیل
پولیگزنس (Polixenes): پادشاه بوهم
فلوریزل (Florizel): شاهزاده بوهم
آرکیداموس (Archidamus): نجیب‌زاده بوهم
چوپان پیر: پدر ظاهری پردیتا
دلقک: پسر چوپان
اتولیکوس (Autolycus): شیاد
هرمیون (Hermione): همسر لئونتس
پردیتا (Predita): دختر هرمیون و لئونتس
پولینا (Paulina): همسر آنتیگونوس
امیلیا (Emilia): ندیمه هرمیون
موپسا (Mopsa): چوپان زن
دورکاس (Dorcas): چوپان زن

## محل وقوع حوادث نمایشنامه
جزیره سیسیل و بوهیمیا.

## خلاصه‌ای از نمایشنامه
لئونتس با خشنودی تمام سرگرم پذیرایی از پولیکسینس پادشاه بوهیمیا و دوست زمان کودکی خویش است؛ ولی چون هرچه تعارف می‌کند نمی‌تواند مهمان خود را متقاعد سازد که تمام زمستان را نزد او بماند، از همسر خود خواهش می‌کند با اصرار موافقتش را جلب کند. وقتی ملکه به سهولت موافقت مهمان را کسب می‌کند، شک و تردید لئونتس برانگیخته می‌شود و به این خیال می‌افتد که باید بین این دو سَروسِری باشد. این احساس شک شاه به زودی به مشغله فکری شبانه‌روزی او تبدیل می‌شود، تا آنجا که به یکی از مشاوران وفادارش به نام کامیلو دستور می‌دهد پولیکسینس را مسموم کند؛ ولی کامیلو که به بی گناهی پولیکسینس ایمان دارد، او را از خطری که در کمینش است آگاه می‌کند و مقدمات فرار شبانه او را فراهم می‌سازد و خود نیز همراه او از دربار سیسیل می‌گریزد…